# GANG×ROCK
GANG×ROCK（ギャングロック）は、テクノアート株式会社が手掛ける、ヤンキー×バンドを舞台にしたキャラクタープロジェクト。通称「ギャンロ」。
2018年10月1日にティザーサイトが公開され、プロジェクトが始動した。続いて2018年11月1日に公式サイトが公開され、同時にPCゲーム「GANG×ROCK -begins-」がリリース。
2020年1月5日に初のライブイベント「GANG×ROCK 1st Live 天上天下蛮怒罵斗琉 厭離穢怒 vs ASTRAGALUS」が東京・吉祥寺CLUB SEATAにて開催された。

## 登場人物

### Odin;s
「オーディンズ」。「おでん」の愛称で呼ばれている。

### 厭離穢怒
「えんりえど」。「エリンギ」の愛称で呼ばれている。

### ASTRAGALUS
「アストラガルス」。「アスパラ」の愛称で呼ばれている。

### WaTCH DoGS
「ウォッチドッグス」。
世良・W・忠行（せら・ウィリアム・ただゆき）
身長：181cm
野寄 類（やより るい）
声 - 柿原 徹也
2019年12月27日に、柿原徹也が野寄類の声を担当することが公式Twitterにて発表された。2020年1月5日に開催された「GANG×ROCK 1st Live 天上天下蛮怒罵斗琉 厭離穢怒 vs ASTRAGALUS」では、闘バンの進行役として声のみの出演を行った。
身長：173cm
和 光照（にぎ みつてる）
身長：189cm
千木良 真二（ちぎら しんじ）

### 蛟龍連合会
「こうりゅうれんごうかい」。
鬼塚 仁（おにづか じん）
身長：178cm
生方 絶（うぶかた たつ）
身長：167cm
加納 義睦（かのう よしちか）
身長：181cm
邑瀬 陽希（むらせ はるき）

## ディスコグラフィ

### Odin;s
GANG×ROCK 皇位争奪トーナメント ENTRY01 Odin;s『訊け、我が雷鳴を！』
2018年12月21日発売。Odin;sの全員が表題曲「Don't wanna stay」を歌唱する本シングルの他に、各メンバーのソロ・エディションがリリースされた。
1. Don’t wanna stay
作詞：164　作曲：164　編曲：164
2. Saqirlat
作詞：ロア健治　作曲：ロア健治　編曲：L.O.V.E
3. Original Drama

- 雷堂EDITION

1. Don’t wanna stay【雷堂翔太ソロver.】
2. Saqirlat
3. Original Drama

- 来栖EDITION

1. Don’t wanna stay【来栖龍之介ソロver.】
2. Saqirlat
3. Original Drama

- 真殿EDITION

1. Don’t wanna stay【真殿紅蓮ソロver.】
2. Saqirlat
3. Oginal Drama

- 神棒EDITION

1. Don’t wanna stay【神棒九十九ソロver.】
2. Saqirlat
3. Original Drama

### 厭離穢怒
GANG×ROCK 皇位争奪トーナメント ENTRY02 厭離穢怒『まつろわば虚ろにして生けらじ』
2019年2月12日発売。厭離穢怒の全員が表題曲「月下朧」を歌唱する本シングルの他に、各メンバーのソロ・エディションがリリースされた。
1. 月下朧
作詞：buzzG　作曲：buzzG　編曲：buzzG
2. プシュケの残像
作詞：buzzG　作曲：buzzG　編曲：buzzG
3. Original Drama

- 天ヶ瀬EDITION

1. 月下朧【天ヶ瀬十ソロver.】
2. プシュケの残像
3. Original Drama

- 五十嵐EDITION

1. 月下朧【五十嵐三九郎ソロver.】
2. プシュケの残像
3. Original Drama

- 慧光EDITION

1. 月下朧【慧光一矢ソロver.】
2. プシュケの残像
3. Original Drama

### ASTRAGALUS
GANG×ROCK 皇位争奪トーナメント ENTRY03 ASTRAGALUS『己を識れよ、世界を賭けよ』
2019年10月16日発売。本シングルより、発売・販売元がBoulevard株式会社になった。これまで表題曲のメンバーソロver.は異なるエディションに収録されていたが、本シングルでは限定生産盤に全て収録。また、各楽曲のインストゥルメンタルも収録された。
- 限定生産盤

1. Bet, the Dead
作詞：キタニタツヤ　作曲：キタニタツヤ　編曲：キタニタツヤ
2. 憂刻
作詞：南野Emily　作曲：Freddy (Serenity In Murder)　編曲：Freddy (Serenity In Murder)
3. Original Drama ～ASTRAGALUS Vol.1～
4. Bet, the Dead (東郷義旺 Solo Ver.)
5. Bet, the Dead (釖夢・ブレイキー Solo Ver.)
6. Bet, the Dead (副島桂 Solo Ver.)
7. Bet, the Dead (木村銀司郎 Solo Ver.)
8. Bet, the Dead (Instrumental)
9. 憂刻 (Instrumental)

- 通常盤

1. Bet, the Dead
2. 憂刻
3. Original Drama ～ASTRAGALUS Vol.1～
4. Bet, the Dead (Instrumental)
5. 憂刻 (Instrumental)

## ライブ
| 開催日       | タイトル                                                     | 会場                    | 出演者                                                                 | 備考 |
| ------------ | ------------------------------------------------------------ | ----------------------- | ---------------------------------------------------------------------- | ---- |
| 2020年1月5日 | GANG×ROCK 1st Live 天上天下蛮怒罵斗琉 厭離穢怒 vs ASTRAGALUS | 東京・吉祥寺 CLUB SEATA | 河本啓佑、バレッタ裕、綾切拓也、小林正典、内匠靖明、笠間淳、熊谷健太郎 |      |